# Моисеенко, Валентин Григорьевич
Валентин Григорьевич Моисеенко (1 января 1930, Орехово, Дальневосточный край — 25 мая 2023) — советский и российский учёный-геолог, специалист в области рудообразования, минералогии и метаморфизма золота, доктор геолого-минералогических наук, академик РАН (1997).
Под его руководством были разработаны оригинальные методы извлечения и освоения золота и металлов платиновой группы и оформилось новое направление — наноминералогия.

## Биография
Родился 1 января 1930 года в селе Орехово (Дальнереченский район).
В 1952 году окончил Дальневосточный политехнический институт им. В. В. Куйбышева, горный факультет, геологическое отделение.
С 1952 по 1954 — прораб, рудничный геолог, старший геолог (с 1954 года) треста «Амурзолото».
С 1961 по 1964 — зав. Благовещенской лабораторией ДВГИ ДВФ СО АН СССР.
С 1964 года — зав. лабораторией эндогенных месторождений ДВГИ ДВФ СО АН СССР.
С 1969 года — зам. директора ДВГИ по науке.
С 1975 по 1979 — и. о. директора ДВГИ ДВНЦ АН СССР.
С 1979 года В. Г. Моисеенко принимал участие в организации Амурского комплексного научно-исследовательского института ДВНЦ АН СССР (г. Благовещенск) и был директором этого института со дня его основания до 2002 года.
Советник РАН ИГ и П ДВО РАН[уточнить].
Член-корреспондент АН СССР (1987), академик РАН (1997), Отделение наук о земле ДВО.
Учёный в области геологии, минералогии и геохимии золоторудных месторождений. Изучал геохимию, условия рудообразования, минералогии и метаморфизма самородного золота, а также взаимосвязь глубинных флюидов, магматизма и рудообразования.
Теоретически доказал и экспериментально подтвердил оптимальные условия собирательной перекристаллизации этого металла с интенсивным укрупнением размеров его выделений. Именно эти результаты фундаментальных исследований, в том числе явления отрицательной диффузии золота, положены в основу принципиально нового метода извлечения благородных металлов из руд, упорных руд, концентратов и шлихов.
Новый подход в понимании рудного процесса и поведения золота в различных геологических условиях позволили коллективу учёных и геологов-производственников, возглавляемых В. Г. Моисеенко, провести переоценку ресурсов золота в Амурской области, считавшихся ранее малоперспективными. Это вывело Амурскую область на первое место в России по ресурсам россыпного золота и, начиная с 1984 года, определило наращивание его добычи. Под его руководством оформилось новое научное направление — наноминералогия: изучение особых свойств ультрадисперсных минеральных выделений и минералов со структурой кластеров. В итоге разработаны новые методы извлечения и освоения золота и платиноидов.
Под его научным руководством защитили диссертации 32 кандидата и 4 доктора наук.
Автор более 350 научных публикаций, в том числе 30 монографий (из них десять — авторские), около 40 патентов на изобретения.
Главный редактор журнала «Тихоокеанская геология» (1997—2004).
Член редколлегии журнала «Геотектоника и металлогения» (КНР).
Председатель Объединённого ученого совета по геологии, геофизике, геохимии и горным наукам.
Скончался 25 мая 2023 года.

## Основные работы
- Метаморфизм золота месторождений Приамурья. Хабаровск, 1965
- Глубинные флюиды, вулканизм и рудообразование Тихоокеанского пояса. М., 1982 (совм. с В. Г. Сахно);
- Платиноносность Дальнего Востока. Владивосток, 2004 (в соавт.).

## Награды
- 1977 — Медаль «За строительство Байкало-Амурской магистрали»
- 19?? — орден Трудового Красного Знамени
- 19?? — Орден «Знак Почёта»
- 1999 — Орден «За заслуги перед Отечеством» IV степени[5]